# Otto Brill (Chemiker)
Otto Brill (27. September 1881 in Pardubitz, Bezirk Pardubitz, Österreich-Ungarn – März 1954 in London, Vereinigtes Königreich) war ein österreichischer Chemiker, Industrieller und Kunstsammler. Er war Teilhaber von zwei Galerien, die von Lea Bondi geführt wurden – der Galerie Würthle in Wien und der St. George’s Gallery in London. Er und seine Familie wurden vom NS-Regime verfolgt, enteignet und in die Emigration gezwungen.

## Leben
Otto Brill stammte aus einer böhmischen Fabrikantenfamilie jüdischer Provenienz. Seine Eltern waren Amalie geb. Thein (1855–1935) und Moritz Moses Brill (1848–1908), der nach Wien übersiedelt war und in der Leopoldstadt eine Fabrik für Ledertreibriemen aufgebaut hatte und führte. Otto Brill hatte drei Schwestern, Clotilde Terezie (1880), später verehelichte Schweiger, Wilhelmena (1884–1971), später verehelichte Loewenstein, und Elfriede Renata (1893–1925), später verehelichte Loewenstein. Die beiden jüngeren Schwestern wurden Ärztinnen. Otto Brill absolvierte eine Realschulmatura, wurde Ingenieur und absolvierte ein Doktoratsstudium der technischen Chemie an der Technischen Hochschule Wien. Die Promotion erfolgte 1905. Sein besonderes Interesse galt der physikalischen Chemie und in diesem Bereich arbeitete er nach dem Doktorat als Universitätsassistent an verschiedenen deutschen Universitäten. Nach dem Tod des Vaters übernahm er die Leitung des Familienunternehmens.
Er heiratete Livia geb. Gunszt, genannt Lilly (1895–1987), die aus Budapest stammte. Das Paar hatte drei Kinder: Eva Renata (1922–2001), später Köckeis-Stangl, Agatha Annemarie (1924–2015), später Sadler, und Hans Helmuth (1930–2001). Nach der Annexion Österreichs, bereits am 17. März 1938, wurde Otto Brill von der Gestapo verhaftet und die ältere Tochter der Schule verwiesen. Ihm wurde die Deportation in das KZ Dachau angedroht. Innerhalb weniger Wochen wurde seine Fabrik in der Taborstraße „arisiert“, das Wohnhaus in der Oberen Donaustraße enteignet und weitere Liegenschaften beschlagnahmt. Die drei Kinder konnten relativ rasch nach England flüchten, die Eltern folgten im Herbst 1938. Es gelang ihnen, zumindest einige Werke Kokoschkas und Schieles mit ins Exil zu bringen. Der Umfang der Brill’schen Sammlung lässt sich schwer abschätzen, doch zählten zu den Schwerpunkten sicherlich Herbert Boeckl, mit welchem die Familie persönlich befreundet war, Kokoschka und Schiele, überwiegend Arbeiten auf Papier. Keine Ausfuhrgenehmigung erteilten die NS-Behörden für zwei Zeichnungen von Albin Egger-Lienz, für drei Studien von Moritz von Schwind, Selbstbildnisse von Anton Faistauer, Anton Hanak und Max Slevogt sowie für zwei Wien-Ansichten von Rudolf von Alt. Die Albertina suchte im Sommer 1938 beim zuständigen Ministerium um Ankaufsgenehmigung an und erwarb danach die genannten Werke. Strittig sind noch heute die Provenienz für ein Skizzenbuch Boeckls und eine Zeichnung des Boeckl-Schülers Stefan Pichler, die sich nach wie vor im Besitz der Albertina befinden.
Seine ältere Tochter engagierte sich in der Exilbewegung Young Austria, traf dort den Journalisten Georg Breuer und heiratete ihn. Das Paar hatte eine Tochter, geboren 1945. Im selben Jahr ging sie mit Mann und Kind nach Wien zurück. Sie wurde Soziologin und heiratete später nochmals. Die jüngere Tochter blieb in England und arbeitete an der St. George’s Gallery. Sie starb 2015. Der Sohn wurde Bibliothekar und Kunstlehrer. Auch er war Kunstsammler und über 20 Jahre in der William Morris Society aktiv. Er hatte drei Kinder und starb 2001.

## Restitution
2000 und 2002 erfolgte die Restitution von insgesamt zehn Kunstwerken seiner Sammlung durch die Graphische Sammlung Albertina in Wien an die Nachkommen und Erben. Die ersten acht Werke trugen die Inventarnummern 28028–28030 und 28035–28039. Es ergab sich, dass die erste Restitution nur lückenhaft erfolgt war und zwei der vier Lückenwerke ebenfalls den Sammlungsstempel trugen. Diese wurden mit Verzögerung rückerstattet. Die Provenienz der beiden anderen Werke – eines Aquarells von Boeckl und einer Zeichnung von Pichler – war damals und ist heute ungeklärt, die Albertina verweigert die Herausgabe.
Die Lücke von vier Werken warf Fragen auf, welche von der Künstlerin Carola Dertnig in Form einer künstlerischen Intervention thematisiert wurden. Die Slideshow wurde im Rahmen der Ausstellung Recollecting. Raub und Restitution am MAK Wien (Dezember 2008 bis Februar 2009) gezeigt.